# Weserbergland
Weserbergland er et op til 527.8 meter højt Mittelgebirgeområde på begge sider af floden Weser mellem Hannoversch Münden og Porta Westfalica og en del af Niedersächsischen Berglands i Niedersachsen, Hessen og Nordrhein-Westfalen i Tyskland.

## Geografi
I Weserbergland findes store skovområder som Teutoburgerskoven, Solling, Süntel og Wiehengebirge med store bøge- og egeskove.
Weserbergland er ud over hele den øvre Weserdal mellem Hann. Münden og Porta Westfalica af landskaberne
| Landsjabsnavn           | Maks. højde moh. |
| ----------------------- | ---------------- |
| Wesergebirge            | 326.1 moh.       |
| Süntel                  | 440 moh.         |
| Ottensteiner Hochfläche | 376 moh.         |
| Vogler                  | 460.4 moh.       |
| Solling                 | 527.8 moh.       |
| Reinhardswald           | 472.2 moh.       |
| Bramwald                | 408 moh.         |

Det største skovareal i Weserbergland er Solling.
Ofte medregnes flere mittelgebirge- og højdedrag til Weserbergland , f.eks.:
| - Ahlsburg 411.4 moh. - Amtsberge 392.2 moh. - Bückeberg 367 moh. - Burgberg 355.0 moh. - Deister 405.0 moh. - Elfas 409.6 moh. | - Hils 480.4 moh. - Holzberg 444.5 moh. - Homburgwald 406.1 moh. - Ith 439 moh. - Kleiner Deister 345.7 moh. - Lipper Bergland 495.8 moh. | - Nesselberg 378.2 moh. - Oberwälder Land - Osterwald 419.2 moh. - Weper 379 moh. - (Östliches) Wiehengebirge 319.6 moh. |

## Byer i området
| - Bad Karlshafen - Bad Münder am Deister - Bad Nenndorf - Bad Oeynhausen - Bad Pyrmont - Bad Salzuflen - Bevern - Beverungen - Bodenwerder | - Brakel - Dassel - Eschershausen - Emmerthal - Hameln - Hann. Münden - Hessisch Oldendorf - Holzminden - Höxter | - Lemgo - Minden - Porta Westfalica - Rinteln - Salzhemmendorf - Stadtoldendorf - Uslar - Vlotho |

## Kultur
I Weserbergland har man udviklet en lokal arkitektur; Mellem 1520 og 1640 opstod her den såkaldte Weserrenæssance.
Mange kender Rottefængeren fra Hameln, den fra Bodenwerder stammende „Løgnebaron“ Karl Friedrich Hieronymus von Münchhausen.
Mange af Brødrene Grimms eventyr foregår i Weserbergland for eksempel Snehvide, der foregår i Alfeld.

## Turisme
For turister er der ud over de ovennævnte historiske byer, Naturpark Weserbergland Schaumburg-Hameln und Naturpark Solling-Vogler, den 500 kilometer lange cykelrute Weserradweg langs Weser.
Nævnes kan også drypstenshulen Schillat-Höhle, Tonenburg i Höxter-Albaxen og Wildpark Neuhaus